# Werkdienst Holland
Der Werkdienst Holland war während des Zweiten Weltkriegs eine Organisation zur Vermittlung niederländischer Arbeitskräfte, vor allem von Handwerkern, in die von der deutschen Wehrmacht besetzten Gebiete Mittel- und Osteuropas.

## Gründung
Der „Werkdienst Holland“ wurde durch den Reichskommissar Ukraine, Erich Koch, im Jahr 1942 gegründet; zunächst unter dem Namen „Werkdienst Ukraïne“. Dieser wurde schon im Frühjahr 1942 in „Werkdienst Holland“ umbenannt, Leiter wurde der Chef der deutschen Zentralauftragsstelle (ZASt), Landesdirektor Erwin Nimtz.
Die Anwerbung niederländischer Handwerker für den Werkdienst Holland leitete der NSB-Gauleiter (districtsleider)  August W.J. Borggreven im Auftrag des Generalkommissars für Finanzen und Wirtschaft in den Niederlanden, Hans Fischböck und unter der Leitung von Erwin Nimtz.
Bereits Ende September 1942, also nur wenige Monate nach seiner Gründung, wurde der Werkdienst Holland der „Nederlandsche Oost Compagnie“ (NOC) unterstellt.
Der Werkdienst Holland wurde – wohl im Mai 1943 – in „Ostwerk Ukraine“ umbenannt und auch für Angehörige anderer „germanischer“ Völker geöffnet. Die „Ostwerk Ukraine G.m.b.H.“ wurde per Gesellschaftsvertrag von 1943 gegründet; ihren Sitz hatte sie im ukrainischen Rowno. Leiter des Ostwerks Ukraine war der Gebietskommissar Lormann.

## Struktur und Organisation
Das Stammlager des Werkdienstes Holland befand sich im ukrainischen Rowno. In dem Barackenlager waren unter anderem Zimmerleute, Rohrleger, Maurer, Gärtner, Elektriker, Anstreicher und Tischler aus den Niederlanden untergebracht.
Der Werkdienst Ukraine unterhielt ein Außenkommando in Hamburg; Mitarbeiter dieses Hamburger Außenkommandos wurden für den Bau von Behelfsheimen im Gebiet von Groß-Hamburg sowie eines Barackenlagers in Hamburg-Lohbrügge, Ladenbekerfurtweg, eingesetzt.
Der Reichskommissar für die Ukraine, Gauleiter Koch, übertrug dem Werkdienst Ukraine eine Ausbildungsfunktion für handwerklichen Nachwuchs. Zu diesem Zweck richtete der Werkdienst im Jahr 1943 Lehrlingswerkstätten ein. Die Handwerker sollten vor allem zur Beseitigung der Kriegsschäden in der Ukraine eingesetzt werden.
Im Juli 1942 ging ein Transport von 85 niederländischen Facharbeitern in das ukrainische Charkiw. Die Gruppe bestand aus Architekten, Ingenieuren, Elektrotechnikern, Maurern, Zimmerleuten, Anstreichern und verwandten Handwerkergruppen.
Im Mai 1943 eröffnete eine Gruppe von elf niederländischen Handwerkern ihre Geschäfte in Riwne. Niederländische Geschäftsführer übernahmen enteignete Unternehmen und Fabriken, andere überwachten den Torfabbau oder die Tabakproduktion. Mehrere Dutzend niederländische Gemüseanbauer fanden Arbeit im Osten, vor allem in Litauen. In den ukrainischen Häfen von Nikolajew und Kiew wurden Gruppen von niederländischen Hafenarbeitern eingesetzt; am Fluss Dnepr waren niederländische Saugbagger im Einsatz.
Für die Entsendung niederländischer Arbeitskräfte in den deutsch besetzten Osten waren mehrere verschiedene Organisationen zuständig. Die wichtigsten Organisationen des niederländischen „Osteinsatzes“ waren die Nederlandsche Oost Compagnie, der Werkdienst Ukraine, die Culano („Commissie tot uitzending van landbouwers naar Oost-Euroopa“) und der „SS-Frontarbeiter“-Einsatz. Die 1940 gegründete Ostdeutsche Landbewirtschaftungsgesellschaft mbH („Ostland“), die im Mai 1942 in „Reichsgesellschaft für Landbewirtschaftung mbH (Reichsland)“ umbenannt wurde, betrieb in Den Haag eine Anwerbestelle für niederländische Landwirte für den Osteinsatz. Im Laufe des Rechnungsjahres 1941/42 wurde die Anwerbestelle der „Ostland“ bzw. der „Reichsland“ in Den Haag an ein neues niederländisches Unternehmen abgegeben – möglicherweise an die im Juni 1942 gegründete Nederlandsche Oost Compagnie, die eine Aktiengesellschaft war. 
Es lässt sich heute nicht mehr genau zuordnen, welche Organisation wie viele Niederländer in welchen Teil des deutsch besetzten Mittel- und Osteuropas entsandt hat. Auf dem Höhepunkt ihrer Tätigkeit unterstanden der NOC  – eingeschlossen der von ihr 1942/43 übernommenen Organisationen des Werkdienstes Holland und der niederländischen „SS-Frontarbeiter“ – mindestens 7.000 niederländische Arbeitskräfte. Die meisten von ihnen waren im Reichskommissariat Ukraine eingesetzt, viele davon bei der Landbewirtschaftungsgesellschaft Ukraine (LBGU). Wie viele davon zum Werkdienst Holland gehörten, ist unklar. Nach einer anti-nationalsozialistischen Quelle vom Juni 1943 konnte der Werkdienst Holland bis zu seinem Aufgehen im Ostwerk Ukraine insgesamt knapp 800 niederländische Facharbeiter für die besetzten Gebiete Russlands anwerben.